# Dyrenes Beskyttelse
Dyrenes Beskyttelse er Danmarks ældste og største dyreværnsorganisation med godt 70.000 medlemmer. Dyrenes Beskyttelse blev stiftet i 1875 som en privatfinansieret organisation Foreningen til Dyrenes Beskyttelse.Hendes Majestæt Dronning Margrethe II har tidligere været protektor for foreningen, men stoppede i 2024. 
Dyrenes Beskyttelse er til for alle dyr, og organisationen arbejder for alle dyrs velfærd i Danmark. Det sker blandt andet gennem otte dyreinternater, 10 vildtpleje- og hjælpestationer, over 150 lokale kredsformænd og områdeformænd, dyreværnsinspektører, dyreredningskøretøjer, mærkning af velfærdskød, politisk arbejde, pasningsvejledninger samt informations- og udstillingsvirksomhed. 
Dyrenes Beskyttelse er repræsenteret i en lang række lovforberedende udvalg og råd i Danmark. Dyrenes Beskyttelse er desuden medlem af paraplyorganisationen Eurogroup for Animals, som repræsenterer mere end 40 dyreværnsorganisationer i EU-regi. Direktør for Dyrenes Beskyttelse, Britta Riis, blev i juni 2016 valgt som præsident for Eurogroup for Animals.

## Historie
Tanken om at oprette en dyreværnsforening i Danmark opstod i hjemmet hos etatsråd Jacob Christopher Lembcke og hans hustru Julie Albertine Augusta Lembcke. Ægteparret var kendt for deres hjælp til fattige, og Jacob Lembcke var formand for flere godgørende selskaber. Samtidig var deres villa på hjørnet af Thorvaldsensvej og Bülowsvej på Frederiksberg mødested for videnskabsmænd, kunstnere, embedsmænd og folk fra det private erhvervsliv.
En af husets venner, grosserer David Graah, der var bosat i Norge, foreslog, at man som i Norge stiftede en Forening til Dyrenes Beskyttelse i Danmark. Jacob Lembcke mente dog ikke, at tiden var helt moden til en sådan forening. Da civilingeniør Viggo Schmidt, under et senere besøg hos Lembcke, hørte om ideen, gik han straks i gang med at lægge planer for, hvordan den kunne realiseres. Viggo Schmidt sendte invitationer ud til betydningsfulde mænd – en del af dem havde deres faste gang hos ægteparret Lembcke – og den 20. november 1875 stiftedes Foreningen til Dyrenes Beskyttelse i Danmark.
Foreningens formål var bl.a. at udgive små skrifter til vognmænd, kuske, heste- og kvæghandlere, slagtere osv. Inden foreningens første generalforsamling fandt sted den 10. juli 1876 i Industriforeningens foredragssal, formulerede Viggo Schmidt foreningens motto: "Dyrenes Røgt viser Menneskets Kløgt". Der var ca. 70 medlemmer, men ved udgangen af 1876 var man nået op på 1241 og året efter på 1521 medlemmer.
Foreningens første formand blev kammerherre Haxthausen. Han kunne ved det stiftende møde i 1875 meddele, at Hans Majestæt Kong Christian 10. havde sagt ja til at blive protektor. Jacob Lembcke kom til at præge Dyrenes Beskyttelse på den betydningsfulde post som sekretær.

## Organisation

### Kredsformænd
De frivillige udgør rygraden i dyreredningsarbejdet hos Dyrenes Beskyttelse. Foreningen har over 150 lokale kredsformænd og områdeformænd, som arbejder ulønnet over hele landet. I 2015 foretog kredsformændene 10.000 assistancer til dyr i nød, Over 3000 sager blev til dyreværnssager.

### Dyreinternater
Dyrenes Beskyttelse har otte internater over hele landet. Dyrenes Beskyttelse ønsker med sine internater at skaffe nye hjem til de familiedyr, som deres ejere ikke kan have, og som er egnede til formidling. Dyrenes Beskyttelses internater skaffede i 2015 nye hjem til 4.712 katte og 919 hunde . Dertil kommer  kaniner, skildpadder, fugle m.fl.

### Vildtplejestationer
Dyrenes Beskyttelses 10 vildtplejestationer, der er spredt over ud over Danmark, plejer syge eller tilskadekomne vilde dyr. Når dyrene atter er raske, genudsættes de i naturen. Alle vildtplejestationer er bemyndigede af Naturstyrelsen til at pleje f.eks.ugler og rovfugle samt en række mindre almindelige dyrearter.
Når det syge eller tilskadekomne dyr modtages på en af vildtplejestationerne, vurderes ikke blot om dyret kan overleve sine skader, men også om det kan genudsættes i naturen og overleve dér.

### Dyreredning
Dyrenes Beskyttelse råder over dyreredningskøretøjer. Et køretøj er placeret hos Fyns Internat i Odense, og et andet kører ud fra foreningens hovedkvarter på Buddingevej i Søborg. Godt 30 frivillige kører ambulancen på Fyn, mens 50 deles om opgaver fra Søborg. De frivillige, der kører dyreredningskøretøjerne, gennemgår en grundig uddannelse, inden de kører ud. I 2015 kørte dyreredningskøretøjerne ud til 76% flere sager end i 2014. Dyrenes Beskyttelse har et samarbejde med Falcks dyreambulancer.

## Landbruget
Det er Dyrenes Beskyttelses målsætning at fremme en landbrugsproduktion, der tager udgangspunkt i dyrenes velfærd dvs. tager højde for både dyrenes sundhed og dyrenes naturlige behov for eksempelvis føde, miljøforhold og udfoldelsesmuligheder.
Dyrenes Beskyttelse accepterer, at dyr slagtes og bruges til menneskeføde eller på anden måde bidrager til den generelle velfærd i samfundet. Men dyrene må ikke udsættes for lidelse i forbindelse med produktionen, transporten mellem produktionssted og slagteri og slagtningen.
Dyrenes Beskyttelse har gennemført en række kampagner målrettet bedre dyrevelfærd. Senest har Dyrenes Beskyttelse gennemført en kampagne for at få alle danske malkekøer på græs i 150 dage i sommerhalvåret. Dette krav skrev mere end 100.000 personer under på, og Dyrenes Beskyttelse arbejder videre på at give malkekøerne lovkrav på at komme ud.

## Anbefalet af Dyrenes Beskyttelse
Dyrenes Beskyttelse anbefaler særligt "velfærdskød". Mærket "Anbefalet af Dyrenes Beskyttelse" er en garanti til forbrugeren om, at der i produktionen er taget særligt hensyn til dyrevelfærd. Garantien baseres på, at Dyrenes Beskyttelse er med til at bestemme, hvordan produktionen foregår og sikrer kontrol af dyrevelfærd hos landmanden mindst én gang om året. Kontrollen foretages enten af kontrollanter ansat af Dyrenes Beskyttelse eller af Plantedirektoratet.
Kravene til mærket "Anbefalet af Dyrenes Beskyttelse" er koncentreret om dyrenes velfærd i produktion, transport og ophold på slagteriet og kan skitseres i fem punkter:
1. Dyrene skal altid kunne bevæge sig frit og have mulighed for at udvise normal adfærd
2. Dyrene må hverken lide overlast fysisk eller psykisk
3. Dyrene må ikke sulte, men skal have fri adgang til naturlige fodermidler og vand, så de kan opretholde god sundhed og vigør
4. Dyrene må ikke udsættes for unødig smitte eller lide anden overlast
5. Dyrene må ikke på nogen måde skræmmes eller unødigt stresses

## Dyretransporter
Der er primært to grunde til at transportere landbrugsdyr.
- Den første er transport af dyr, der skal forsætte livet et andet sted end der, hvor de er opdrættet. Som smågrise der samles hos en slagtesvineproducent, spædkalve der transporters til en kalveopdrætter, og kvæg der eksporters til udlandet.

- Den anden grund er transport til slagtning, og det er primært i denne kategori, at forholdene kan være problematiske.

Dyrenes Beskyttelse mener, den eneste løsning er at indføre en regel om, at dyr skal slagtes på et nærtliggende slagteri, og at dyr højst må transporteres i otte timer eller 500 km. Samtidig skal der være skærpede krav om ventilation, vand, føde, og plads i transportvogne, der transporterer levende dyr, samt veterinær kontrol ved både afsendelses- og modtagelsessted.
Dyrenes Beskyttelse har gennemført kampagner for at hjælpe dyr under transport. Senest en transportkampagne i 2016.

## Årets Dyreven
Hvert år den 20. november på Dyrenes Beskyttelses fødselsdag uddeles prisen Årets Dyreven til en dansker, der har gjort en ekstraordinær indsat for dyrene. Prismodtageren modtager 10.000 kr. samt Dyrenes Beskyttelses guldmedalje.
Mathilde Walter Clark har som den seneste modtaget medaljen.